# Agathidium confusum
Agathidium confusum är en skalbaggsart som beskrevs av Brisout de Barneville 1863. Agathidium confusum ingår i släktet Agathidium, och familjen mycelbaggar. Arten är reproducerande i Sverige.